# Jaap Hofland

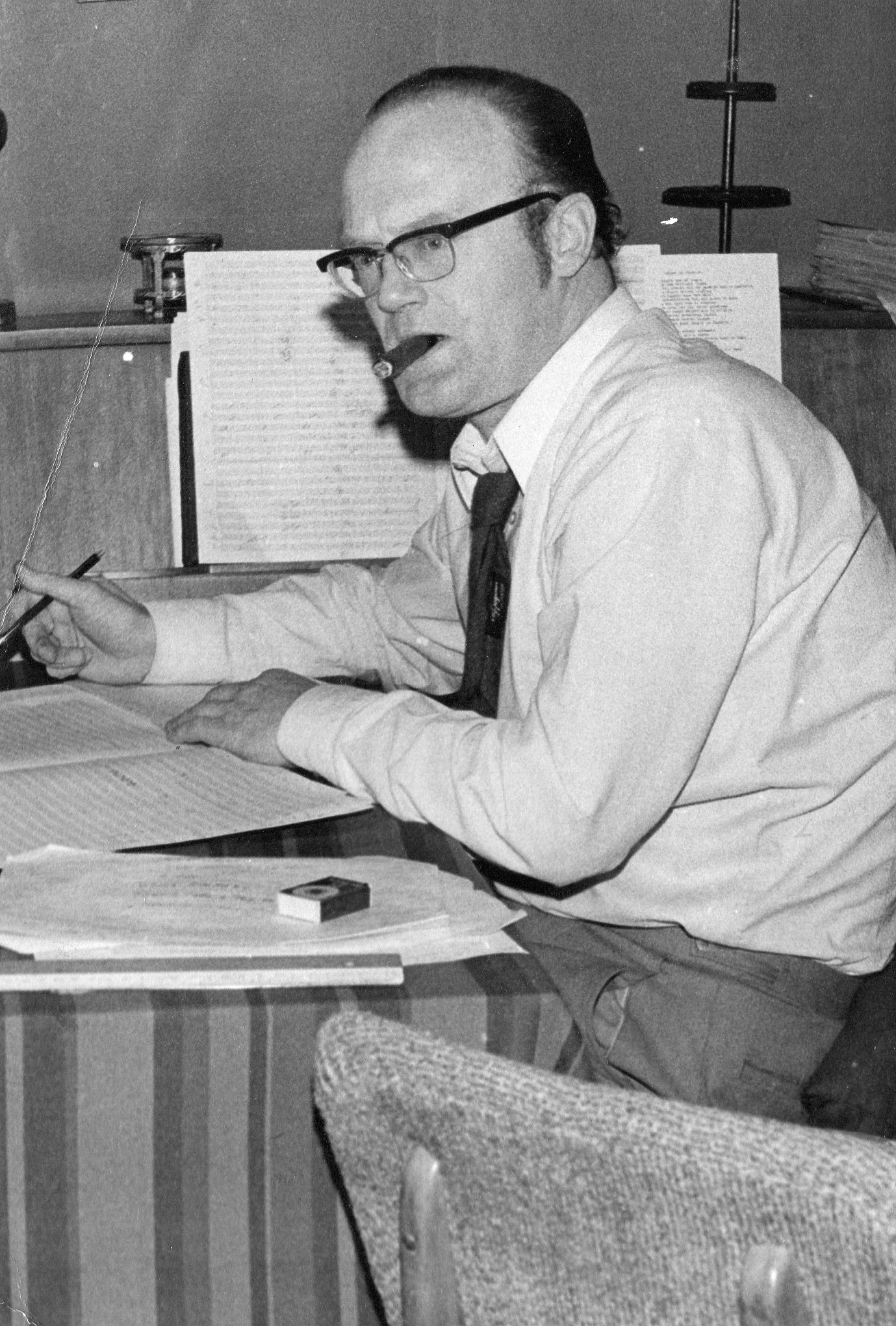
Jaap Hofland, foto: Familie Hofland

Jacob Karel Hendrik (Jaap) Hofland, (Hoofddorp, 4 januari 1925 – Amsterdam, 16 februari 1986) was een Nederlands musicus. Hij was vooral bekend als arrangeur van muziek voor televisieprogramma's. Hij arrangeerde hierin vooral de muziek voor het orkest van Tonny Eyk en het radio-orkest van Klaas van Beeck. Ook werkte hij tientallen jaren samen met Harry de Groot. Behalve arrangeur was hij componist, gitarist, pianist, trompettist, violist, zanger, orkestleider en journalist.

## Arrangeur
Hofland schreef veel arrangementen voor diverse artiesten, orkesten en radio- en televisieprogramma's. In Hilversum stond hij bekend als deskundige op het gebied van de vocal groups. In de jaren 50 en 60 deed hij veel arrangeerwerk, met name voor Klaas van Beeck, De Skymasters, Harry de Groot en Tonny Eyk. Hij schreef vooral veel arrangementen voor televisieprogramma's. Voor bijna alle programma's waarin vriend en collega Tonny Eyk het orkest leidde, schreef Hofland de arrangementen. Tevens schreef hij jarenlang een eigen rubriek (Van Oor tot Oor) in de 7 Verenigde Noordhollandse Dagbladen.
Zijn laatste arrangement schreef hij in 1985. Tonny Eyk heeft hem in die tijd met moeite overgehaald om de vocale arrangementen te schrijven voor de vocal groups SHARP; jonge studenten van het Rotterdams Conservatorium, die te zien en te beluisteren waren in het kerstprogramma van de Nederlandse Omroep Stichting in 1985. Op 16 februari 1986, twee maanden na de uitzending, overleed hij aan de gevolgen van een hersentumor.

## Vocal group
Hofland was een jazzliefhebber. In 1947 begon hij een eigen vocal group, de Moonliners. Zij zongen in de stijl van onder meer Tommy Dorsey's Pied Pipers en Glenn Millers Modernaires. In dat ensemble, waartoe o.a Henk de Jong, Leen Dijkkamp, Gerard van Gelder en Jan Beishuys(z)en behoorden, leerde hij in 1949 zijn vrouw, de Zaanse zangeres Trijntje (Tine) Hoorn kennen (overleden 9 november 2002), die zangeres Jeanne Jongebloet kwam vervangen. De Moonliners zongen meerdere radio- en televisiereclames in, onder meer voor de in die tijd bekende chocoladereep Caddy. Rond 1969 werd Hofland door Philips gevraagd om de muziek voor de Evoluon-film te schrijven, die uiteindelijk ook door hem en zijn zanggroep De Moonliners werd ingezongen. later arrangeerde hij voor de soortgelijke groep Sharp.

## Arrangementen voor televisie
- 1964 – 1965: Brigadoon
- 1964 – 1965: Nou Jij Weer
- 1965 – 1966: Ik Hou van Hollands
- 1967 – 1968: De Ronnie Tober Shows
- 1968 – 1969: De Max Tailleur-shows
- 1978 – 1984: De Ted Show
- 1980 – 1981: De K.R.O. Komt Langs In
- 1981 – 1982: Mies
- 1983 – 1985: De 1-2-3-show